# Водяная лошадь
Водяная лошадь — мифическое существо, характерное для мифологий Северной Европы. Примеры включают в себя ceffyl dŵr, кавэл уштье, агиски, эх-ушкье, шупилти (shoopiltee), ноглов (noggle, nuggle, nygel), глаштина, танги, bäckahäst, келпи и прочих водных криптидов.

## Происхождение названия и терминологическая путаница

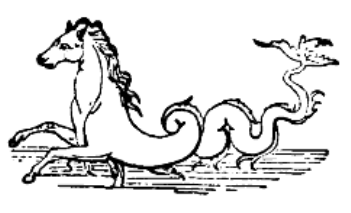
Гиппокамп (приведена зарисовка из Помпей) — водное создание, которое также называли водяной лошадью, гидриппусом.

Термин «водяная лошадь» изначально относился к келпи, лошадеподобному существу, аналогичному гиппокампу, с головой, шеей, гривой и ногами обычной лошади, перепончатыми копытами и длинным двухлопастным китовым хвостом. Термин также использовался в качестве прозвища для озерных чудовищ, в особенности Огопого и Несси. Кроме того, название «келпи» часто используется в качестве прозвища для прочих шотландских озерных чудовищ, таких, как эх-ушкье и мораг из Лох-Морар и Лиззи из Лох-Ломонд. Среди других названий для этих водных чудовищ — «морской конь» (не имеющий отношения к морскому коньку) и гиппокампус (также являющееся родовым названием последнего).
Использование терминов «водяная лошадь» и «келпи» часто вызывает определенную путаницу; некоторые считают их минонимами, некоторые отличают водяных лошадей как обитателей озер от келпи, населяющих проточные воды, такие, как реки, потоки и водопады. Разные авторы называют одно и то же существо определенного водоема келпи и водяной лошадью. Для тех и для других также может использоваться термин «водяной бык», хотя, строго говоря, это совсем другое животное. Водяной бык может враждовать с водяной лошадью, как это произошло, например, на острове Айлей (см. соответствующую историю в статье про водяного быка).

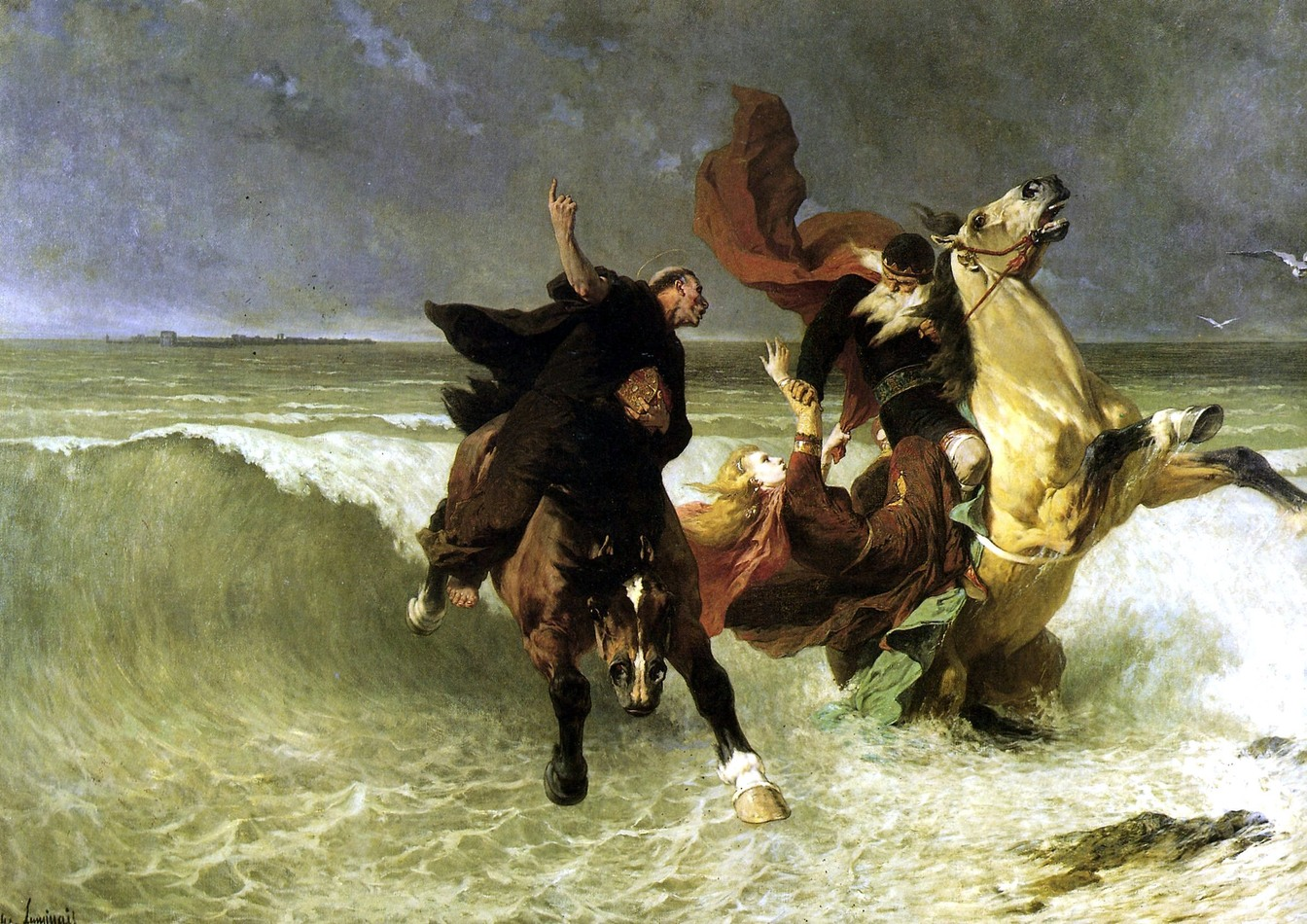
Полет короля Градлона: Morvarc’h, волшебный жеребец короля Кер-Иса

О волшебном «морском коне» Морварке Бретонского короля Градлона говорилось, что он умеет скакать по морским волнам, подобно корнским водяным лошадям.

## Озерные чудовища
Водяные лошади стали основой для описания прочих озерных чудовищ, таких как Огопого из озера Оканаган в Канаде или Шампа из озера Шамплейн. Озеро Лох-Морар является местом обитания морага, озерного чудовища, также изображаемого в форме водяной лошади.

## Места обитания
В то время, как шотландский/кельтский фольклор помещает водяных лошадей в лохи или реки, некоторые бретонские и корнские рассказы о водяных лошадях населяют ими океан, делая их уже морскими чудовищами.
Большинство лохов Хайленда так или иначе связано с водяными лошадями, хотя одно исследование литературы XIX в. показало, что из тысяч водоемов Шотландии удостоилось упоминания только около 60 лохов и лоханов (маленьких озер). Наиболее упоминаемым оказалась водяная лошадь, обитающая в озере Лох-Несс.

## Наблюдения
Рассказы о наблюдениях водяных лошадей регулярно возникали в течение XVIII в., но только в XIX в. их стали записывать.
- В 1846 г. капитан датского флота Кристмас сообщал о наблюдении «огромной длинношеей бестии, преследующей стаю дельфинов» где-то между Исландией и Фарерскими островами. Он описал это создание как имеющее лошадиную голову и шею толщиной с мужскую талию, которой оно «двигало грациозно, словно лебединой».
- В 5 часов после полудня 6 августа 1848 г. офицер британского флота на корвете HMS Daedalus[англ.] заметил необычное животное, плывущее к судну. Было сказано, что оно выглядит как морской змей с шеей длиной в четыре фута. Голова достигала 15 или 16 дюймов в длину. Сообщалось, что не было видно плавников, ласт или хвоста, а на шее было нечто, похожее на лошадиную гриву, с водорослями, свисающими до спины.
- Осенью 1883 г. появилось сообщение о двух животных с лошадиными головами, одно из которых было меньше другого (предположительно детеныш) у южного побережья Панамы. Экипаж американского китобойца Hope On видел погружение существа длиной в 20 футов. Оно имело коричневатый окрас с черными крапинками, и четыре ноги/плавника, с хвостом, который «казался раздвоенным» (подразумевая китообразное обличье), и все четыре конечности и хвост было видно, когда оно было у поверхности. Второе создание было в точности как первое, только гораздо меньше, и следовало за ним. В том же году похожее существо встретили в Бристольском заливе. Рассказывали, что оно оставляло за собой сальный след как слизень или улитка.